# 코만도: 라스트 액션 히어로
《코만도: 라스트 액션 히어로》(영어: No Chance)는 2020년에 공개된 미국의 영화이다.

## 출연

### 주연
- 베론 웰스 - 바렛 트랜스포메드 역
- 엘리 라몬트 - 존 베르만 역 (박사)

### 조연
- 존 맨트릭스 - 존 맨트릭스 역
- 제이슨 칠튼 - 배럿 역
- 케이시 새미 - 체니 맨트릭스 역
- 리차드 도드웰 - 커비 역 (장군)

## 기타
- 수입 :  도키엔터테인먼트